# Евдокија (жена Јустинијана II)
Евдокија (грчки: Εὐδοκία) је била прва супруга византијског цара Јустинијана II (685-695, 705-711). 

## Биографија
О Евдокији се веома мало зна. Сахрањена је у цркви Светих Апостола у Цариграду. Овај податак стоји у спису "De Ceremoniis" византијског цара Константина VII (Порфирогенита). Изгледа да је била удата за Јустинијана II током првог периода његове владавине (685-695). Од њега се развела пре 703. године, када се Јустинијан оженио Теодором Хазарском. Могуће да су Евдокија и Јустинијан имали једну ћерку. Она се помиње у хроници Теофана Исповедника и у "Хронографикону" цариградског патријарха Нићифора I. Она је верена за бугарског владара Тервела 704. или 705. године. Њено име можда је било "Анастасија", а носила га је по баби по оцу, Анастасији. Анастасија је једино дете које се може приписати Евдокији. 